# 王轂 (唐朝)
王轂（？—？），字虛中，自號臨沂子，袁州宜春縣人。
乾寧五年羊紹素榜進士。歷官尚書郎，天祐四年（907年）朱溫篡唐，奔淮南，武義元年（919年），在南吳任右補闕，終官禮部郎中。享年八十九歲。早年作《玉樹曲》，有名於當時，曾嚇退無賴。著有《王轂詩集》，又編有《觀光集》，均佚。《全唐詩》存其詩十八首。